# Kritika religije
Kritika religije u najopštijem smislu označava kritiku, odnosno odbacivanje koncepta, vrijednosti, praktikovanja te posljedica religije.
Kritika religije postoji dugo, a prvi tragovi joj se mogu naći još u Starom vijeku, odnosno 1. vijeku p. n. e. da bi kroz vijekove pojavljivala u raznim oblicima, a među najnovije spada tzv. Novi ateizam. Neki kritičari religiju smatraju štetnom za pojedinca i za društvo u cjelini, smatrajući da podstiče iracionalno ponašanje te ohrabruje nasilje i terorizam.

## Spoljašnje veze
- Why I left
- Douglas Adams's speech: Is there an Artificial God? Архивирано на веб-сајту  (2. март 2013)
- The Academy of Evolutionary Metaphysics
- “Why I am Not a Christian” by Bertrand Russell, March 6, 1927
- A Historical Outline of Modern Religious Criticism in Western Civilization
- The Poverty of Theistic Morality by Adolf Grünbaum
- Transcendent Experience and Temporal Lobe Epilepsy